# アルフレート・フォン・ティルピッツ
アルフレート・ペーター・フリードリヒ・フォン・ティルピッツ（Alfred Peter Friedrich von Tirpitz、1849年3月19日 – 1930年3月6日 ）は、ドイツの海軍軍人、政治家。ドイツ帝国海軍元帥。1897年から1916年まで海軍大臣として、ドイツ帝国海軍の拡張を推進した。

## 経歴
プロイセン王国ブランデンブルク管区キュストリン（現在のポーランド領コストシン・ナド・オドロン）に上級官吏の息子として生まれ、フランクフルト・アン・デア・オーデルで少年時代を過ごした。1865年プロイセン海軍に入団する。1869年、キール海軍兵学校を卒業する。1871年、ドイツ海軍創設と同時に水雷戦隊に所属する。1877年水雷戦隊司令に就任し、戦隊を再編成した。大佐となったティルピッツは1892年海軍軍令部に入り、軍令部長に就任、1892年には少将に昇進した。1896年ドイツ東アジア巡洋戦隊（日本では「ドイツ東洋艦隊」として知られる）司令官に任命され、ドイツが清から租借した膠州湾の湾口にある青島（膠州湾租借地）を軍港として使用した。
1897年、海軍大臣に任命される。海相としてドイツ海軍の拡充を精力的に実行し、皇帝ヴィルヘルム2世の信任を得た。1900年、功績により、貴族の称号である「フォン」を名乗ることを勅許された。ティルピッツはドイツ海軍の青写真を設計し、ドイツの海外進出強化と並行する形で、ドイツ海軍を世界的大艦隊に成長せしめんとした。このティルピッツの大海軍建設案は国内的にも「ティルピッツ計画」の名称で広く喧伝されることとなった。政治的にティルピッツ計画は、1898年、1900年、1908年および1912年の艦隊法として実現された。こうして第一次世界大戦の始まる1914年までにドイツ海軍はイギリス海軍の6割の戦力を有する世界第2位の海軍にまで成長した。すなわち、7隻の弩級戦艦、5隻の巡洋戦艦、21隻の巡洋艦に20隻の旧式戦艦、そして40隻以上もの潜水艦である。ティルピッツの海軍拡張計画は非現実的な目標をも含んでいたが、ドイツ海軍の増強はイギリスを警戒させるのに十分であった。英独の建艦競争は、普仏戦争でドイツに敗れて以来対独復仇戦を誓うフランスがイギリスとのより緊密な関係を形成する一助となる。
ティルピッツは現在のゲーム理論の一種ともいえる「リスク理論」を展開し、英独建艦競争によって英国はドイツ海軍を牽制するだけで対決は回避するだろうと読んでいた。しかし、この読みは結局外れ、英独関係は悪化の一途をたどることになる。
1911年、海軍元帥となる。3年後の1914年、第一次世界大戦が勃発する。第一次大戦中、ティルピッツは軍政担当である海軍大臣の立場上、ドイツ海軍の作戦内容に意見を差しはさむことはあまりなかった。ティルピッツは第一次世界大戦で勝利を得るため、ドイツ国民の力を結集せんと企てたが1916年潜水艦作戦をめぐり、海軍大臣を解任される。ドイツ大洋艦隊は、強力な英国本国艦隊に対し、ユトランド沖海戦を除き、積極的な艦隊決戦に打って出ることはなく、潜水艦による通商破壊活動（無制限潜水艦作戦）を作戦の中軸としていた。大臣後任にはエドゥアルト・フォン・カペレが就任した。
海相辞任後の1917年、短期間ではあったが、ドイツ祖国党の党首となった。ドイツ敗北後、ティルピッツは保守派のドイツ国家人民党を支持し、1924年から1928年までヴァイマル共和国の国会議員を務めた。
死後、ドイツ海軍が本格的な再軍備を始めた1939年、ビスマルク級戦艦の2番艦がティルピッツと命名された。